# Ekaterina Mikhaïlovna Dolgoroukova
Pour les articles homonymes, voir Famille Dolgoroukov et Ekaterina Dolgoroukova.

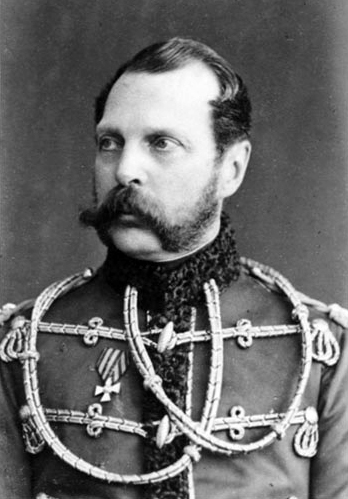
Alexandre II en 1870.

Ekaterina Mikhaïlovna Dolgoroukova (en russe : Екатерина Михайловна Долгорукова), née le 14 novembre 1847 et morte à Nice le 15 février 1922, connue en France comme Catherine Dolgorouki, fut la maîtresse puis l'épouse morganatique de l'empereur de Russie Alexandre II. Elle a été popularisée au cinéma sous le prénom de Katia.

## Biographie
Fille du prince Michel Dolgorouki et de la princesse, née Véra Vichnevskaïa, Ekaterina Dolgoroukova naît le 14 novembre 1847. Élève à l'Institut Smolny, elle est avec ses camarades présentée au tsar « libérateur » au cours d'une visite officielle du souverain.
Elle devient la maîtresse d'Alexandre II en 1866. Elle a 19 ans, l'empereur 48. Le couple adultère a quatre enfants :
- Georges (1872-1913) ;
- Olga (1873-1925) ;
- Boris (1876-1876) ;
- Ekaterina (1878-1959).

À la même époque, les enfants légitimes de l'empereur se marient et il devient grand-père.
L'impératrice Marie meurt en juin 1880. Le 18 juillet suivant, l'empereur épouse Ekaterina à Tsarskoïe Selo, tout en déclarant : « C'est un particulier et non un empereur qui répare une faute commise par lui et répare la réputation d'une jeune fille ! »
À cette occasion, l'empereur accorde à sa nouvelle épouse le titre de « princesse Yourevskaïa », non pas que Ekaterina eût besoin d'un titre — les Dolgorouki étant déjà une famille princière — avec prédicat d'Altesse Sérénissime, également donné à leurs enfants (nés avant leur mariage, mais finalement légitimés) : en effet, n'étant pas dynastes, ces enfants ne sont pas grands-ducs ou grandes-duchesses de Russie.
Ce mariage, qui a lieu moins de deux mois après la mort de l'impératrice, scandalise les cours européennes. Les presses russe et internationale s'en font l'écho dans ce sens.
Cependant, l'empereur est assassiné quelques mois plus tard (en mars 1881) et son fils et successeur Alexandre III exile la princesse Yourevskaïa, qui se réfugie en France sur la Riviera, où elle vit aisément grâce à la rente de 3,4 millions de roubles que lui avait consenti son époux défunt.
Elle meurt à Nice le 15 février 1922 dans sa villa George, 10, boulevard Dubouchage, ayant assisté de loin à l'effondrement de l'Empire russe et de la dynastie Romanov. Elle est enterrée au cimetière russe de Nice.

## Ouvrages
- Lettres : La correspondance avec Alexandre II[2].

- Mémoires : Déjà en Europe, juste après la mort de son mari, elle a écrit le livre Alexandre II. Détails inédits sur sa vie intime et sa mort publié en 1882 sous le pseudonyme Victor Laferté[3].

La traduction russe intitulée Aleksandr II. Vospominaniya (Alexandre II. Mémoires) a été publiée à Moscou en 2004.

## Cinéma
- Katia (1938) de Maurice Tourneur avec Danielle Darrieux et John Loder.
- Katia (1959) de Robert Siodmak avec Romy Schneider et Curd Jürgens.
- L'Histoire romantique de l'empereur (Roman imperatora) (1993) de Diamara Nijnikovskaïa avec Vera Sotnikova.
- L'Amour de l'empereur (Lioubov imperatora) (2003) de Tatiana Egorietcheva, Svetlana Gouralskaïa et Alexandre Orlov avec Natalia Antonova.